# Marius Sepet
Marius Sepet (né le 11 janvier 1845 à Paris et mort le 13 avril 1925 à Nogent-sur-Marne) était un historien et un bibliothécaire français.

## Biographie
Entré à l'École impériale des chartes en 1863, il en sort en 1866 et est alors nommé à la Bibliothèque nationale où il fait toute sa carrière jusqu'à sa retraite en 1912.
Il est l’auteur d’un Essai sur les procédés scéniques dans les drames liturgiques et les mystères du Moyen âge.
En 1869, il donne, pour la collection des Portraits historiques de la librairie Mame, une histoire de Jeanne d'Arc avec une préface de Léon Gautier. Venant après celles de Henri Wallon et Abel Desjardins, après les ouvrages d’Henri Martin et de Michelet, elle consacre sa réputation.
De 1890 à 1904, il publie une série de volumes sur les préliminaires de la Révolution, la chute de l’ancienne France, les débuts de la Révolution, la Fédération, Napoléon. Ces textes avaient d'abord paru dans la Revue des questions historiques dont il était un des plus actifs et des plus fidèles collaborateurs. L’Académie française lui décerne le prix Thérouanne en 1904 pour ces ouvrages.
Marius Sepet est également l'auteur d’une étude consacrée en 1873 au drapeau français.